# Estats croats

L'Orient pròxim el 1135, amb els Estats Croats amb una creu vermella

Els estats croats van ser quatre regnes catòlics del Llevant, fundats arran de la Primera Croada, que van existir del 1098 al 1291. Els quatre estats eren: el comtat d'Edessa (1098-1150), el Principat d'Antioquia (1098-1268), el comtat de Trípoli (1102-1289) i el Regne de Jerusalem (1099-1291). Aquest últim abastava parts de l'actual Israel, Cisjordània, Gaza i Transjordània, mentre que els altres estats ocupaven el litoral del Llevant.
La conquesta dels territoris va tenir lloc el 1098, quan els croats van arribar a Jerusalem a través de Síria. Baldwin de Boulogne va succeir el líder ortodox d'Edessa després d'un cop d'estat i Bohemon de Tàrent es va apoderar d'Antioquia. El 1099, Jerusalem va ser capturada i poc després Trípoli també.
La pèrdua dels territoris va començar amb la caiguda d'Edessa a mans d'un noble turc l'any 1144, mentre que la resta de regnes van perdurar fins ben entrat el segle xiii, quan van acabar sent absorbits pels mamelucs. Antioquia va ser la primera a caure el 1268, seguida de Trípoli el 1289. El Regne de Jerusalem i la resta de territoris que quedaven van caure després de la pèrdua d'Acre el 1291 i els supervivents que hi quedaeven van fugir a Xipre.
Outremer ('ultramar' en francès) és un sinònim per a referir-se a aquests estats, ja que hi va emigrar molta població del nord de França que parlava llengües d'oïl, a l'època anomenats francs.

## Outremer
La paraula outremer (francès per 'ultramar') és un adjectiu d'origen medieval que serveix com a sinònim per a referir-se als quatre estats croats, ja que la majoria no havien fet el jurament per a esdevenir croats. Les cròniques llatines de la primera croada, escrites el segle xi, anomenaven "Franci" els cristians vinguts d'Europa occidental, independentment de la seva ètnia. Similarment, les fonts romanes d'Orient recullen el mot Φράγκοι i les àrabs, الإفرنجي al-Ifranji. D'altra banda, també hi ha cròniques que els anomenen senzillament «llatins».

## Context històric

### Europa catòlica
La majoria dels croats provenien del que havia estat l'Imperi carolingi, el qual s'havia desintegrat i donat lloc a primer tres i després dos estats successors: el Sacre Imperi Romanogermànic, que englobava Alemanya, part del nord d'Itàlia i les terres veïnes; i França. L'Imperi estava descentralitzat i dividit en ducats, com la Baixa Lorena i Saxònia al nord dels Alps, mentre que a la península itàlica hi havia nomborsos estats independents de facto sobre els quals l'emperador tenia un control limitat. De la mateixa manera, els reis de França sols controlaven directament una petita regió central del país, a la vegada que els comtats i ducats, com ara Aquitània o Tolosa actuaven de manera semiindependent.

## Història

### Fundació
El papat volia afirmar la seva primacia sobre els diversos poders terrenals, entre ells el Sacre Imperi Romanogermànic, mantenint la Lluita de les Investidures, i els papes com Gregori VII justificaven la subsegüent guerra contra els partidaris de l'emperador en termes teològics. Es tornava acceptable, doncs, que el papa utilitzés cavallers en nom de la cristiandat, no solament contra enemics polítics del papat, sinó també contra els musulmans que ocupaven la península Ibèrica o, teòricament, en contra l'Imperi Seljúcida a l'est.
El 1095 el nou papa Urbà II va cridar a la guerra santa contra els musulmans que ocupaven Jerusalem i d'altres emplaçaments religiosos a Palestina i ajudar l'emperador romà d'Orient Aleix I Comnè a combatre els turcs que estaven envaint les seves terres a l'Àsia central i Pèrsia. La febre de les croades es va estendre per Europa, amb les promeses del Papa del perdó de tots els pecats per tots els que hi participessin i per les expectatives de riqueses i terres que es podien arrabassar dels musulmans. L'emperador Aleix va pressionar els croats perquè l'ajudessin a expulsar els turcs de les seves terres; una empresa que els croats consideraven secundària respecte a les campanyes a Palestina. A més, Aleix volia que els croats li juressin lleialtat. Finalment Jofré de Bouillon i els altres cavallers van accedir a pronunciar una versió modificada del jurament, comprometent-se a retornar algunes terres a l'emperador romà d'Orient. La primavera del 1097 els croats van marxar cap a la guerra.
Durant la campanya croada cap a Jerusalem es va aconseguir repel·lir les forces seljúcides en la batalla de Dorileon en 1097, aquell mateix any s'assetjaren Antioquia, que molts veien com una causa perduda. Tant és així que alguns croats van decidir tornar a Europa, i Aleix I va decidir no enviar-hi l'ajuda promesa. Quan els croats van aconseguir prendre la ciutat, van decidir que el seu jurament a l'emperador romà d'Orient quedava des d'aleshores sense efecte. Després d'aquesta victòria, els croats estaven dividits sobre el camí a prendre.
Bohemon de Tàrent, que havia estat el primer a entrar a Antioquia reclamava la ciutat per a ell, i va decidir quedar-s'hi per assegurar les seves noves possessions fundant el Principat d'Antioquia. Balduí de Bouillon va escollir quedar-se al Comtat d'Edessa, l'estat croat que havia fundat a Edessa arran de la conquesta de la ciutat d'Edessa el 1098. El Regne de Jerusalem va néixer amb la presa de Jerusalem el 1099, el punt àlgid de la croada, i Jofré de Bouillon, duc de Lorena i un dels principals caps de la croada, va ser escollit com a primer rei, i el regne va quedar finalment assegurat amb la derrota de l'Egipte fatimita en la batalla d'Ascaló, i el Principat de Galilea va ser establert, almenys tècnicament, l'any 1099, quan Jofré de Bouillon va donar el control de Tiberíades, Haifa, i Betsan a Tancred d'Hauteville, responsable de la conquesta d'aquests territoris.
La caiguda d'Edessa el 1144 a mans d'Imad-ad-Din Zengi I va ser el primer gran contratemps per als Estats Croats i va provocar la Segona Croada. Totes les croades posteriors es van veure alterades per les incerteses estratègiques i els desacords. La Segona Croada ni tan sols va intentar recuperar Edessa, calculant que era estratègicament millor prendre Damasc, però la campanya va fracassar i Edessa es va perdre per als cristians.

## Orient Pròxim
Els primers quatre Estats Croats es van crear a l'Orient Pròxim immediatament després de la Primera Croada:

Expansió del comtat d'Edessa del 1098 al 1131.

- El primer fou el Comtat d'Edessa, fundat el 1098, el 1144 la capital del comtat caigué a mans d'Imad al-Din Zengi I, i Masud I, soldà seljúcida de Konya prengué a Joscelí II d'Edessa Mar'ash però la intervenció del rei Balduí III de Jerusalem l'obligà a batre's en retirada de Turbessel. Kara Arslan, emir ortúkida de Kharpuyt, s'apoderà de Gargar el 1150 i capturà Joscelí a Antioquia, que fou empresonat a Alep i la seva dona Beatriu vengué el comtat als romans d'Orient l'agost,[12] que foren incapaços de defensar llurs noves possessions i Turbessel fou presa per Nur ad-Din el 12 de juliol del 1151.[13] La notícia de la caiguda d'Edessa va arribar a Europa el 1145, i el papa Eugeni III va proposar l'organització de la Segona Croada,[11] dirigida per Lluís VII de França i Conrad III d'Alemanya, però va acabar en desastre el 1148 i Edessa mai va ser recuperada.
- El Principat d'Antioquia, fundat el 1098 i durà fins al 1268[14] quan Bàybars I es va apoderar de Jaffa i del castell de Beaufort defensat per l'Orde del Temple i després va pujar en direcció nord cap al Principat i va posar setge a Antioquia. El 18 de maig les tropes del soldà van obrir una bretxa a les muralles per on van aconseguir entrar els mamelucs en massa apoderant-se de la capital. Amb la caiguda de la gran ciutat, que s'havia mantingut més de 160 anys com a capital franca, Bohemon VI va veure el seu títol rebaixat al de comte. Convertida Latakia en la darrera fortalesa de l'extint principat, i governada des del comtat de Trípoli, el 22 de març de 1287, les seves defenses es van malmetre pels efectes d'un terratrèmol, i Qalàwun va aprofitar l'oportunitat per conquerir-la el 20 d'abril, ja que no estava coberta per les treves amb els llatins.[15]
- El Regne de Jerusalem, fundat el 1099, que durà fins al 1291. Primer tingué la capital a Jerusalem (fins al 1244) i després a Acre.[16] Reinald de Châtillon, senyor de la Transjordània i de la fortalesa de Kerak va provocar Saladí iniciant una campanya per arribar al mar Roig[17] l'exèrcit del regne va ser vençut totalment en la batalla de Hattin el 1187.[18] Reinald va ser executat personalment per Saladí i Guiu va quedar presoner a Damasc. Al llarg dels mesos següents, Saladí prengué Jerusalem i reconquistà la totalitat del regne,[19] a excepció del port de Tir, ciutat que va aconseguir defensar-se sota la direcció del nouvingut Conrad I de Montferrat, i uns pocs reductes com el castell de Beaufort, que quedà en mans de Renaud de Sagette.[20]
- El Principat de Galilea (1099-1187), situat a l'est de Jerusalem.

Els dos darrers van ser:
- El Comtat de Trípoli, fundat el 1102, encara que la ciutat de Trípoli no es rendí als croats fins al 1109, i fou possessió croada fins al 1288.[21]
- El Comtat de Jaffa i Ascaló (1100-1268), creat amb l'extensió cap al sud després de la primera croada.

El Regne d'Armènia Menor té els seus orígens abans de les croades, però se li va concedir l'estatus de regne pel papa Innocenci III, i més tard va ser occidentalitzat pels francs.

## Xipre
Durant la Tercera Croada, els croats van fundar el Regne de Xipre. Ricard Cor de Lleó va conquerir Xipre de camí a Terra Santa. L'illa es va transformar en regne i donada a Guiu de Lusignan, rei de Jerusalem el 1192. Va durar fins al 1489, quan la seva darrera reina, Caterina Cornaro el va vendre a la República de Venècia.

## Grècia
Durant la Quarta Croada, l'Imperi Romà d'Orient va ser conquerit i dividit en diferents estats, alguns d'ells governats com a Estats Croats:
- L'Imperi Llatí, forçant l'emperador romà d'Orient a residir a Nicea.
- El Regne de Tessalònica
- El Principat d'Acaia
- El Ducat d'Atenes
- El Ducat de Naxos

El Regne de Tessalònica i l'Imperi Llatí van ser reconquerits per l'Imperi de Nicea, restablint l'Imperi Romà d'Orient el 1261. Els descendents dels croats van continuar regnant a Atenes i el Peloponès fins al segle xv, quan va ser conquerit per l'Imperi Otomà.
- L'Orde de Sant Joan de Jerusalem es va establir a Rodes (i altres illes del mar Egeu) el 1310, fins que els otomans els van obligar a marxar a Malta el 1522.
  - L'illa de Kastelórizo va ser presa pels Hospitalers el 1309; els mamelucs egipcis la van ocupar del 1440 al 1450, quan passà a ser domini del Regne de Nàpols. El domini venecià va començar el 1635 (Castellorosso); Tots els estats, excloent l'egipci, eren catòlics. El domini otomà va començar el 1686, tot i que els grecs van controlar l'illa durant la Guerra d'independència grega (1821-1833).
  - Altres territoris veïns de l'Orde de Sant Joan eren: les ciutats d'Esmirna (1344-1402), Attaleia (ara Antalya; 1361-1373) i Halicarnassos (ara Bodrum; 1412-14..), les tres a Anatòlia; les ciutats gregues de Corint (1397-1404) i Amphissa (ara Salona; 1407-1410) i les illes d'Icària (1424-1521) i Cos (1215-1522), totes ara gregues.

## Llocs menors mediterranis
Encara que petites, hi ha hagut altres entitats feudals menors resultat de les croades contra l'islam a la Mediterrània, com la Senyoria de Gerba i Tabarka, illes de l'actual Tunísia

## Croades nòrdiques
A la regió bàltica, les tribus indígenes que vivien a Estònia, Lituània i Prússia oriental durant l'edat mitjana van refusar el cristianisme. Els ordes militars dels Teutons i els Germans Livonians de l'Espasa i els seus aliats en les costes del bàltic van emprendre campanyes durant la segona croada per conquerir les tribus paganes dels voltants. Les Croades Nòrdiques es van convocar formalment el 1193 pel papa Celestí III i van continuar de manera irregular fins al segle xvi.

## Evolució territorial dels Estats Llatins d'Orient a Terra Santa

Estats llatins el 1102.
Estats llatins el 1135.
Estats llatins el 1165.
Estats llatins el 1190 i el 1192.

Estats llatins el 1196 i el 1205.
Estats llatins el 1229 i el 1240.
Estats llatins el 1271.
Estats llatins l'any 1300 (Ruad i Xipre)